# Чилец
Чилец — деревня в Бежаницком районе Псковской области России. Входит в состав сельского поселения Полистовское.

## География
Деревня находится в восточной части Псковской области, в пределах Бежаницкой возвышенности, на восточном берегу озера Полисто, на расстоянии примерно 37 километров (по прямой) к северо-востоку от посёлка городского типа Бежаницы, административного центра района. Абсолютная высота — 94 метра над уровнем моря.

### Часовой пояс
Деревня Чилец, как и вся Псковская область, находится в часовой зоне МСК (московское время). Смещение применяемого времени относительно UTC составляет +3:00.

## История
До 2010 года населённый пункт входил в состав ныне упразднённой Цевельской волости.

## Население
| 2001 | 2002 | 2010 |
| ---- | ---- | ---- |
| 1    | ↘0   | →0   |